# Carl Niehaus
Carl Gerhardus Niehaus (Zeerust, 25 december 1959) is een Zuid-Afrikaans politicus, een voormalig ambassadeur in Nederland en voormalig woordvoerder van Nelson Mandela en Jacob Zuma.
Niehaus studeerde theologie aan de Randse Afrikaanse Universiteit en werd er politiek actief. In 1980 besloot hij zich aan te sluiten bij het Afrikaans Nationaal Congres, dat op dat moment verboden was. In 1982 werd zijn plan om de gasfabriek van Johannesburg op te blazen bekend bij de overheid, waarna hij in 1983 tot vijftien jaar cel werd veroordeeld. Zijn latere vrouw Jansie Lourens werd tot vier jaar cel veroordeeld. Zij trouwden in 1986. In 1991 werd Niehaus vrijgelaten.
In 1991 werd Niehaus woordvoerder voor Nelson Mandela en in 1994 lid van het Zuid-Afrikaanse parlement. In 1996 werd hij benoemd tot ambassadeur in Nederland, een functie die hij tot 2000 uitoefende.
Tussen 2000 en 2008 vervulde Niehaus diverse functies in het bedrijfsleven en bij de overheid; in 2008 werd hij woordvoerder van ANC-voorman Jacob Zuma.
In februari 2009 kwam Niehaus in opspraak door ontdekte financiële malversaties en het oppoetsen van zijn CV met een verzonnen doctoraat van de Universiteit Utrecht.
Op 23 december 2022 heeft Niehaus officieel zijn ANC lidmaatschap na ruim 43 jaar opgezegd. 
- International Standard Name Identifier: 0000 0000 3543 9786
- Library of Congress Control Number: n94038072
- Nederlandse Thesaurus van Auteursnamen: 126436517
- Virtual International Authority File: 31224678
- WorldCat: E39PBJcccCChBQjCMbRfvbWJjC